# Неизменяеми части на речта
Неизменяемите части на речта са думи и изрази, които не променят формата си, независимо от позицията, която заемат в изречението.
Неизменяеми части на речта са: наречия (горе, вчера, следователно), предлози (зад, под, около,към), съюзи (и, за да, че), междуметия (ах, ех, иха) и  частици (ще, нали, не).